# The Howling (film)
The Howling is een Amerikaanse horrorfilm uit 1981, gebaseerd op de gelijknamige roman van Gary Brandner. De film werd geregisseerd door Joe Dante. Hoofdrollen worden vertolkt door Dee Wallace-Stone, Patrick Macnee en Dennis Dugan.

## Verhaal
Karen White, een nieuwslezer, wordt gestalkt door een seriemoordenaar genaamd Eddie Quist. Ze spant samen met de politie om Eddie in de val te lokken bij een pornotheater. Karen lokt Eddie naar het theater toe, alwaar hij haar dwingt om een video te bekijken waarop te zien is hoe een jonge vrouw wordt verkracht. De politie arriveert en schiet Eddie dood.
Karen blijkt nadien last te hebben van geheugenverlies. Haar therapeut, Dr. George Waggner, besluit haar en haar echtgenoot naar "De kolonie" te sturen; een afgesloten kuuroord op het platteland.
De Kolonie blijkt te zijn gevuld met opvallende personen, waaronder een nymfomanische vrouw genaamd Marsha Quist. Ze probeert Bill te verleiden. Wanneer hij weigert op haar verleidingen in te gaan, wordt hij aangevallen en gebeten door een wolfachtig wezen. Nadien ontmoet hij Marsha en ditmaal kan hij haar verleidingen niet weerstaan. De twee brengen de nacht door bij het kampvuur en veranderen beiden in weerwolven.
Ondertussen roept Karen haar vriendin Terri Fisher op om naar de kolonie te komen. Zij ontdekt al snel een verband tussen het kuuroord en Eddie Quist. Karen begint tevens te vermoeden dat Bill iets voor haar verborgen houd. Terwijl ze op onderzoek uit is, wordt Terri aangevallen door de weerwolven. Ze wordt door de beesten in het nauw gedreven, maar kan nog net telefonisch haar vriend Chris waarschuwen. Die beseft gelijk dat het om weerwolven gaat, en komt gewapend met zilveren kogels naar de kolonie.
Karen wordt geconfronteerd door de weer tot leven gekomen Eddie Quist. Ook hij is een weerwolf. Karen kan ontsnappen, en Eddie wordt later door Chris neergeschoten met een zilveren kogel. Al snel ontdekken Karen en Chris dat alle mensen in de kolonie weerwolven zijn. Ook blijken deze weerwolven te kunnen veranderen wanneer ze dat maar willen, zonder de hulp van de volle maan. Om te ontkomen branden Karen en Chris de kolonie plat.
Karen wil nadien de wereld gaan waarschuwen voor het bestaan van weerwolven. Ze doet een oproep op televisie en zet haar verhaal kracht bij door spontaan zelf in een weerwolf te veranderen (ze is tijdens haar verblijf in de kolonie gebeten). Ze wordt live op tv neergeschoten door Chris. Terwijl de mensen die dit op tv hebben gezien verbaasd achterblijven met de vraag of het allemaal echt was of slechts trucage, ziet men hoe Marsha Quist de vernietiging van de kolonie heeft overleefd.

## Rolverdeling
| Acteur            | Personage               |
| ----------------- | ----------------------- |
| Dee Wallace-Stone | Karen White             |
| Patrick Macnee    | Dr. George Waggner      |
| Dennis Dugan      | Chris                   |
| Christopher Stone | R. William "Bill" Neill |
| Belinda Balaski   | Terry Fisher            |
| Kevin McCarthy    | Fred Francis            |
| John Carradine    | Erle Kenton             |
| Slim Pickens      | Sam Newfield            |
| Elisabeth Brooks  | Marsha Quist            |
| Robert Picardo    | Eddie Quist             |
| Noble Willingham  | Charlie Barton          |
| James Murtaugh    | Jerry Warren            |
| Jim McKrell       | Lew Landers             |
| Kenneth Tobey     | Oudere agent            |
| Dick Miller       | Walter Paisley          |
| Meshach Taylor    | Shantz                  |

## Achtergrond

### Productie
De film is een bewerking van de roman The Howling uit 1977, geschreven door Gary Brandner. Het eerste scenario voor de film werd geschreven door Jack Conrad en Terence H. Winkless, maar Joe Dante vond dit scenario niet geschikt. Daarom huurde hij John Sayles om het scenario geheel te herschrijven. De twee werkten eerder al samen aan de film Piranha uit 1978. Sayles herschreef het scenario met dezelfde satirische ondertoon als de film Piranha. Zijn uiteindelijke scenario leek in vrijwel niets meer op het boek van Brandner.
De humoristische ondertoon van de film werd versterkt door de acteurs, die dikwijls al eerder in soortgelijke films hadden gespeeld.
The Howling was ook noemenswaardig vanwege de special effects, die als zeer overtuigen werden ervaren. De transformatiescènes van mens naar weerwolf werden verzorgd door Rob Bottin, die ook had meegewerkt aan Piranha. Rick Baker was oorspronkelijk verantwoordelijk voor de special effects, maar verliet de productie om mee te werken aan An American Werewolf in London.
Vanwege hun werk aan The Howling, kregen Dante en producer Michael Finnell de kans om de film Gremlins te maken.